# Saverio Congedo
Saverio Congedo (Lecce, 15 febbraio 1965) è un politico italiano, deputato nella XIX legislatura.

## Biografia
Nato a Lecce, dove è cresciuto, consegue il diploma di maturità al liceo scientifico Giulietta Banzi Bazoli nel 1983; si è laureato in economia e commercio presso la Libera università internazionale degli studi sociali (Luiss) di Roma a pieni voti nel 1988 con una tesi in revisione aziendale dal titolo "Tecniche e Procedure della Revisione Contabile".
Esercita la professione di commercialista dal 1991, dopo un anno di collaborazione con un noto ed importante studio commerciale di Milano, presso lo studio professionale a Lecce fondato dal padre nel 1970, e di revisore dei conti dal 1995.

### Attività politica
Dopo una militanza nei movimenti giovanili di destra, inizia il suo impegno politico – istituzionale nel 1995 con l'elezione al consiglio comunale di Lecce nelle file di Alleanza Nazionale, incarico poi ricoperto per diverse consiliature. Nel corso dell'impegno politico ha svolto diversi ruoli di dirigente di partito tra cui quello di presidente provinciale di Alleanza Nazionale e di coordinatore regionale e provinciale di Fratelli d'Italia, incarico che ricopre tuttora. Si candida alle elezioni regionali in Puglia del 2000 con Alleanza Nazionale, venendo eletto in consiglio regionale. Viene in seguito riconfermato, primo degli eletti, nel 2005 in Alleanza nazionale e nel 2010, dopo lo scioglimento di AN, nel Popolo della Libertà.
Si candida alle elezioni politiche del 2006 nelle liste di AN, senza risultare eletto.
In seguito alle elezioni regionali in Puglia del 2015, in cui viene rieletto, ancora come primo degli eletti, nella lista Oltre con Fitto, aderisce con il suo gruppo ai Conservatori e Riformisti.
Nel 2017 abbandona il gruppo fittiano, confluito nel frattempo in Direzione Italia, per aderire a Fratelli d'Italia.
Si candida alle elezioni politiche del 2018 come candidato del centro-destra nel collegio uninominale di Lecce. Riceve 48.373 voti, venendo quindi sconfitto dal candidato del Movimento 5 Stelle Michele Nitti.
Nel 2019 si candida come sindaco alle elezioni comunali a Lecce sostenuto da una coalizione di centro-destra comprendente FdI, Lega, Forza Italia, Direzione Italia, CasaPound, Nuovo MSI, Democrazia Cristiana, Il Popolo della Famiglia, L'Altra Italia e Andare Oltre. Ottiene il 33,1% dei voti, venendo sconfitto al primo turno dal candidato del centro-sinistra e sindaco uscente Carlo Salvemini.
Nuovamente candidato del centro-destra alle elezioni politiche del 2022 nel collegio uninominale Puglia - 09, risulta questa volta eletto con 76.326 voti, davanti al candidato del centro-sinistra e assessore regionale Sebastiano Leo e al pentastellato Francesco Mandoi. Attualmente ricopre l'incarico di capogruppo di Fratelli d'Italia in VI Commissione - Finanze e di componente della Commissione Parlamentare antimafia.